# Antoine Marcourt

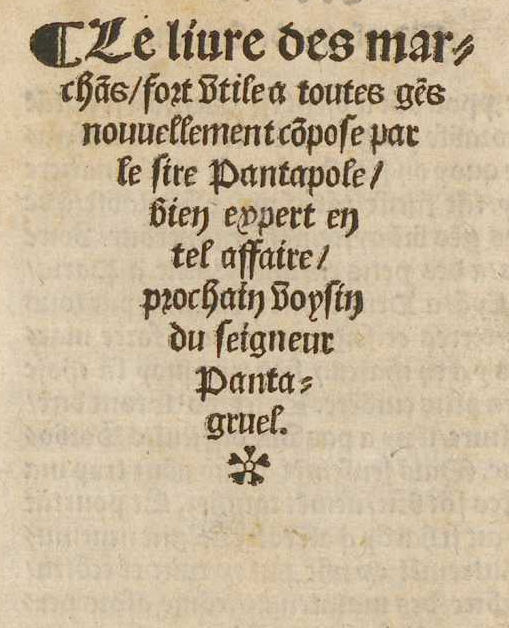
Antoine Marcourt: Le livre des marchans / fort utile a toutes gens / nouvellement compose par le sire Pantapol (1533)

Antoine Marcourt (* um 1490 in Lyon; † 1561 in Saint-Julien-en-Genevois) war ein Theologe und Reformator der Romandie. Der Doktor der Sorbonne war ein guter Redner und bewährt in der religiösen Polemik gegen die Katholiken. Erste Auseinandersetzungen mit dem Syndikus der Sorbonne Natalis Beda (Noël Bedier) zwangen ihn, 1531 Paris zu verlassen. Er wurde auf Empfehlung Guillaume Farels in Neuchâtel als Prediger eingesetzt.

## Leben
1533 veröffentlichte er Le livre des marchands …composé par le sire Pantapole, …, proche voisin du Seigneur Pantagruel, gedruckt von seinem Lyoneser Landsmann Pierre de Vingle. Bereits 1534 wurde dieses Buch in London nachgedruckt. Mit der Wahl des Namens Gargantua lehnte sich Marcourt eng an den Humanisten François Rabelais an, und wenn er seinen Pantapole zum Nachbarn von Pantagruel machte, dann setzte er sich damit in die Nähe von Rabelais und dessen Kritik an kirchlichen Verhältnissen.
Marcourts nächste Schrift richtete sich gegen Natalis Beda. Unter dessen Leitung hatte sich der Gegensatz zwischen der humanistisch eingestellten, der Reformation zugeneigten artistischen Fakultät und den konservativen Theologen verstärkt, die sich 1524 gegen Lefèvre d’Étaples und Bischof Briçonnet sowie 1526 gegen Erasmus von Rotterdam ausgesprochen hatten. Auf Anregung Johannes Calvins hatte der Rektor der Sorbonne Nicolas Cop 1533 in einer Rede den Gegensatz zwischen beiden Schulen offengelegt. Die Reformer mussten Anfang 1534 aus Paris fliehen. Für den Moment hatte der Bewahrer des Alten gesiegt, doch der fiel bald beim König in Ungnade und gab – ungewollt – Anlass zu einer weiteren Antoine Marcourt zugeschriebenen Schrift: La Confession et raison de la foy de maistre Noël Beda. Marcourt behauptete darin, nachdem König François I. Beda verjagt hatte, habe bei diesem im Exil ein Sinneswandel zu Gunsten der Evangelischen stattgefunden, und wollte dessen fingierte Konfession zu Gunsten der Evangelischen wirksam werden lassen.
Allgemeine Aufmerksamkeit erregte Marcourt durch die so genannte Affaire des Placards. In der Nacht vom 17. zum 18. Oktober 1534 wurden in Paris, vor und im Schloss Amboise, wo König François I. sich gerade aufhielt, sowie in mehreren Städten Frankreichs Exemplare eines antikatholischen Traktates aufgehängt; es kritisierte heftig den von ihm so bezeichneten Missbrauch der Messe und versuchte, dem König die Evangelischen als die wahren, loyalen Untertanen vorzustellen. Es trug den Titel: Articles veritables sur les horribles / grandz & importables abuz de la messe papalle inventee directement contre la saincte Cene de Nostre Seigneur, seul Médiateur et seul Sauveur Jesus Christ. Verfasser und Drucker blieben zunächst unerkannt. Für den König war das eine unerhörte Provokation, legte er doch Wert auf eine Übereinstimmung mit Rom und fühlte sich verpflichtet, jede Häresie im Keim zu ersticken. Er ließ schnell und hart handeln: schon am 13. November 1534 wurde ein Protestant zum Tod auf dem Scheiterhaufen verurteilt, im Januar 1535 folgten sechs weitere, nachdem zuvor ein Edikt gegen die Drucker erlassen worden war. Die Affäre um die Placards kann als Auftakt für die Religionskriege angesehen werden, die Frankreich für fast sechs Jahrzehnte erschütterten.
1532 trafen sich Vertreter der Waldenser in Chanforan (im Piemont) mit Guillaume Farel und Pierre-Robert Olivétan, seit 1531 Präzeptor in Neuchâtel, und baten um eine Bibelübersetzung in ihrer heimatlichen französischen Sprache. Olivétan übernahm die Aufgabe; er überarbeitete die Übersetzung des Neuen Testaments von Lefèvre d’Étaples und übersetzte das Alte Testament selbständig aus dem Hebräischen und Aramäischen. 1535 erschien: "La bible qui est toute la saincte escripture". Mitherausgeber waren Antoine Marcourt und der Drucker Pierre de Vingle in Neuchâtel. Diese Bibel ist die Urform aller  französisch-evangelischen Bibeln; bereits 1540 wurde sie bei Jean Girard in Genf nachgedruckt, wohin Antoine Marcourt 1538 übergesiedelt war.
Antoine Marcourt war in Genf mit der Aufgabe betraut worden, nach der Ausweisung von Jean Calvin und Guillaume Farel die dortige Kirche neu – liberaler – zu organisieren. Farel nahm Marcourts Platz in Neuchâtel ein – Calvin erreichte über Basel Straßburg. Eine glückliche Figur hat Marcourt in Genf nicht gemacht; mit dem Zwist zwischen den Anhängern einer radikalen Kirchenordnung, einer offenen Landeskirche und einer bischöflichen Kirche war er wohl überfordert. Schließlich drohte der römische Katholizismus die Stadt zurückzugewinnen. 1541 richtete der Rat der Stadt einen Hilferuf an Calvin und Farel, und diese zogen im Herbst geradezu triumphal in die Stadt und in ihre alten Ämter ein. Calvin hatte Bedingungen für seinen Neubeginn in Genf gestellt – eine davon war die Eliminierung aller Kräfte, die nicht seine konsequente Linie der Kirchenzucht mittrugen – und dazu gehörte auch Antoine Marcourt. Diesem wurde nun deutlich, dass er wohl zu einem polemischen Streiter und Literaten, aber nicht zu einem Kirchenlenker geboren sei. Das Thema Messe nahm er bald literarisch wieder auf im Buch Declaration de la Messe – Pierre Viret gab es unter dem Pseudonym Cephas Geranius heraus und ließ es 1544 in Genf drucken. Er nahm darin ein altes und immer noch aktuelles Thema wieder auf; das Werk, auf das im Titel Bezug genommen wird, ist kein anderes als die Articles veritables von 1534.
Mit dem Tod des englischen Königs Heinrich VIII. am 28. Januar 1547 sah der Vormund für den zehnjährigen Edward, sein Onkel Edward Seymour, Herzog von Somerset, ein überzeugter Protestant, seine Stunde für eine Reform der englischen Kirche nach deutschem oder Schweizer Vorbild gekommen. Im gleichen Jahr erschien eine englische Ausgabe der Declaration de la Messe: A declaration of the masse unter der Scheinadresse Wyttenberge: prynted by Hans Luft. Die Ausgabe von 1548 erschien nicht mehr anonym.
1561 starb Antoine Marcourt in St. Julien-en-Genevois. Die Nachwelt vergaß bald den Heißsporn von Paris und Neuchâtel und den gemäßigten Reformer von Genf – und seine Schriften mit ihm. Seine Placards hatten einmal ein Fanal gesetzt, das Frankreich in einen Bürgerkrieg stürzte; seine weiteren Schriften haben eher dazu beigetragen, dass die Reformation in England friedlich vorankam und dass sie in Bahnen lief, die mehr von den Schweizern und den Oberdeutschen geprägt wurden.

## Werke
- Le livre des marchands, fort utile à toutes gens, nouvellement composé par le sire Pantapole, bien expert en telle affaire, proche voisin du Seigneur Pantagruel. Imprimé à Corinthe, le 22 d’août l’an 1533, [Neuchâtel, Pierre de Vingle] – nachgedruckt als: The boke of marchauntes, right necessarye vnto all folkes. Newly made by the lorde Pantapole, right expert in suche busynesse, nere neyghbour vnto the lorde Pantagrule. [London, 1534]
- La Confession et raison de la foy de maistre Noël Beda, docteur en théologie et sindique de la sacrée Université à Paris, envoyée au très chrestien roy de France, Françoys. [Neuchâtel, Pierre de Vingle, 1534]
- Articles veritables sur les horribles / grandz & importables abuz de la messe papalle inventee directement contre la saincte Cene de Nostre Seigneur, seul Médiateur et seul Sauveur Jesus Christ. [Neuchâtel, Pierre de Vingle, 1534]

Mitherausgeber von
- La bible qui est toute la saincte escripture, en laquelle sont contenues la vieil testament et le nouveau, translatez en Francoys. [Serrières, Pierre de Vingle, 1535]
- Declaration de la Messe, Le fruict dicelle, La cause, & le moyen, pour quoy & comment on la doibt maintenir. Nouuellement reueue & augmetee, par son premier Autheur. [Pierre Viret – Pseudonym: Cephas Geranius – Genf, Jean Michel 1544] – nachgedruckt als: A declaration of the masse, the fruyte therof the cause & the meane … Newly perused and augmented by the fyrst author therof … Translated newly out of Frenche into Englyshe. Wyttenberge: prynted by Hans Luft – A declaration of the masse … Newely perused and augmented by the first author therof. M. Anthony Marcort … Translated … into Englysh [London, John Day, 1548].